# Борис Тадић
Борис Тадић (Сарајево, 15. јануар 1958) српски је политичар и клинички психолог. Тадић тренутно обавља функцију независног неизвршног директора компаније USPACE Technology Group. Бивши је председник Србије у два мандата током 2004—12, а истовремено је био и трећи председник Демократске странке.
Тадић је први пут изабран за председника Србије на председничким изборима 27. јуна 2004. године на мандат од четири године, а 11. јула исте године положио је заклетву. Други, петогодишњи, мандат добио је победом у другом кругу председничких избора 3. фебруара 2008. године. Пре него што је постао председник Србије, био је министар телекомуникација Савезне Републике Југославије и министар одбране Србије и Црне Горе.
Он је био председник и почасни председник Демократске странке и садашњи је председник Социјалдемократске странке.
Био је члан Демократске странке од њеног оснивања 1990, и њен председник од 2004, упркос великој предности која се у почетку давала Зорану Живковићу уочи унутарстраначких избора 2004. Након пораза у председничким изборима 2012. и лошег рејтинга странке, новембра 2012 се повлачи са места председника ДС-а у корист Драгана Ђиласа, и постаје почасни председник странке. Након сукоба са новим руководством је напустио ДС у јануару 2014. уочи парламентарних избора, и пошто није имао времена да скупи потписе и региструје нову странку, направио је договор са странком Зелени Србије Ивана Карића, „позајмљује” његову странку и назива је Нова Демократска странка - Зелени. Са њом је изашао на ванредне парламентарне изборе 2014. у коалицији са ЗЗС, ЛСВ и мањим странкама. Коалиција је освојила 18 посланичких места, од којих је СДС припало 10 по коалиционом договору. Након уласка у парламент, странка мења име у Социјалдемократска странка и тако се региструје, док је Зеленима остало једно посланичко место за њиховог председника и поновна самосталност, након што је 10 посланика прешло у новорегистровану СДС. На парламентарним и београдским изборима 2023. наступао је у коалицији са ДЈБ Саше Радуловића. Након лошег изборног резултата и непрелажења цензуса, понудио је оставку на место председника странке, што су страначки орган одбили.
Тадић се снажно залаже за блиске везе са Европском унијом и за приступање Србије Европској унији. Током његовог председништва је ЕУ укинула визе за држављане Србије који путују у Шенгенску зону, влада је ратификовала Споразум о стабилизацији и придруживању (ССП) Европској унији, добила је статус кандидата за чланство у Европској унији приликом њеног проширења, и завршила је обавезе према Хашком трибуналу. Постао је први српски шеф државе или владе који је посетио Меморијални центар Сребреница — Поточари и покренуо је иницијативу у српском парламенту за усвајање резолуције која осуђује злочин у Сребреници. Период његовог другог председничког мандата су обележили пад коалиционе владе са ДСС-ом након једностраног проглашења независности Косова 2008. и неслагања са ССП-ом и политиком око Косова, Светска економска криза 2007/08 која је довела до мале стопе економског раста, формирање коалиционе владе са СПС-ом, гасни аранжман са Русијом, долазак FIAT-а у Крагујевац, испоручење Радована Караџића и Горана Хаџића Хашком суду.
По политичким ставовима се сматра за проевропског политичара, који је такође заговарао добре односе са Русијом, САД-ом, Европском унијом и Народном републиком Кином. Тадић је ту политику добрих односа и сарадње са те четири светске силе назвао "Политика четири стуба".

## Биографија

### Порекло
Отац Бориса Тадића је Љубомир Тадић, филозоф, редовни члан Српске академије наука и уметности и један од оснивача Института за филозофију и друштвену теорију Универзитета у Београду. Тадићи су потомци из српског племена око Пиве, из Старе Херцеговине. Породична слава им је Свети Јован Крститељ. Љубомиров отац је био поручник црногорске војске који се борио у опсади Скадра и био носилац Обилића медаље, док је стриц био комитски четовођа Спасоје Тадић и један од организатора Подгоричке скупштине. На почетку Другог светског рата, Љубомир се придружио партизанима Дурмиторског одреда, а његова браћа Радоје и Тадија одлазе у Никшићки партизански одред, док је њихов стриц Спасоје остао лојалан предратним убеђењима. Због тога је партизанска команда у левим скретањима наредила Радоју и Тадији да стрељају стрица, а пошто су они то одбили да учине, стрељани су за пример.
Мајка Невенка је рођена у породици Кићановић у Бијељини, а била је неуропсихијатар. Деда са мајчине стране био је Страхиња Кићановић, предратни локални првак Земљорадничке странке, а страдао је у Другом светском рату од стране усташа у логору Јадовно. Баба са мајчине стране била је Милица Коњовић из села Радуч у Лици, места у којем је рођен Милутин Тесла, отац Николе Тесле.

### Младост и образовање
Борис Тадић је рођен 1958. године у Сарајеву.  Родитељи су му се често селили из града у град, а у Сарајево су, пар дана пре Борисовог рођења, дошли из Париза, где су завршавали докторске студије. Када је имао 3 године, са породицом се сели у Београд, где је његов отац добио посао у новинама „Ослобођење”.
Основну школу „Пера Поповић-Ага” (данас Мика Петровић Алас) је завршио на Дорћолу, па је након тога завршио Прву београдску гимназију. Дипломирао је социјалну психологију, конкретно клиничку психологију на Универзитету у Београду на тему "Сексуалност и политика". Био је професор психологије у  београдској гимназији и разредни старешина бившег председника Генералне скупштине Уједињених нација Вука Јеремића.
Као тинејџер је играо ватерполо за ВК Партизан, али је морао да одустане због упале бубрега. Волео је кошарку и возио бицикл, тенис и скијање. Војни рок је служио у Чапљини и Сарајеву 1984/85.
Ухапшен је током студија у јулу 1982. године због протеста везаног за хапшење групе студената који су протествовали због ванредне војне ситуације у Пољској, и подршке покрету Солидарност. Провео је месец дана у затвору у Падинској Скели.
Основао је Центар за развој демократије и политичке вештине у Србији и био његов први директор.

### Политичка каријера
Тадић је члан Демократске странке од њеног оснивања, 1990. године. Током деведесетих година био је члан Главног одбора и краће време његов секретар, члан и потпредседник Извршног одбора и народни посланик. За потпредседника је изабран 2000. године, а за председника странке 23. фебруара 2004. године, годину дана након убиства њеног претходног председника, Зорана Ђинђића. Од 25. новембра 2012. године је почасни председник ДС-а.
Био је министар телекомуникација у влади Савезне Републике Југославије у периоду новембар 2000 — март 2003. Био је председник Управног одбора Јавног предузећа ПТТ саобраћаја „Србија”. Потом је, од 17. марта 2003. године до 16. априла 2004. године, вршио функцију министра одбране у Савету министара Србије и Црне Горе.

#### Парламентарни избори 2003. и носилац листе
У тренутку атентата на Зорана Ђинђића, и пада владе Зорана Живковића, Тадић је био један од 3 потпредседника Демократске странке, поред Гордане Чомић и Чедомира Јовановића, док је заменик председника био сам Зоран Живковић. Након пада владе су расписани ванредни парламентарни избори за децембар 2003. и листа око Демократске странке је требала да понесе назив "Демократска странка - Зоран Ђинђић" у част бившег председника странке и премијера државе, а носилац листе је требао да буде заменик председника ДС-а Зоран Живковић. Међутим само 5 дана по доношењу одлуке, изборна листа мења назив у "Демократска странка - Борис Тадић". Ова одлука је за јавност представља изненађење, јер је на седници председништва Живковић добио 12 гласова, а Тадић 5, и седница је такође потврдила употребу Ђинђићевог имена за носиоца листе, да би неколико дана касније на седници Главног одбора једногласном одлуком промењен назив листе и за носиоца постављен Тадић. Један од истакнутих чланова ДС-а је за недељник Време изјавио да ситуација унутар странке може да подсећа на Осму седницу ЦК СКС када су се разишли Слободан Милошевић и Иван Стамболић, нарочито по прелетању са Живковићеве на Тадићеву страну у року од неколико дана, и великом броју људи који су дали подршку Тадићу са речима како су одувек веровали у њега. У унутарстраначким круговима је најгоре прошао Ненад Богдановић, за кога се сматрало да може са места високог Београдског званичника постане кандидат за председника државе, јер је на седници председништва снажно подржавао Живковића, како би само пар дана касније упадљиво подржавао Тадића. Странка је на парламентарне изборе у децембру 2003. изашла листом "Демократска странка - Борис Тадић", на којој је прво место заузео Драгољуб Мићуновић, на другом је био Зоран Живковић, док је на последњем 250. месту био Борис Тадић. Листа је освојила 37 мандата и отишла је у опозицију, након што је Војислав Коштуница успео да обезбеди помало неочекивану техничку подршку СПС-а за формирање мањинске владе око ДСС-а, Г17 плус, СПО и Нове Србије.

#### Унутарстраначки избори и долазак на место председника ДС
Након парламентарних избора, 21. фебруара 2004. су одржани унутарстраначки избори како би се попунило упражњено место председника странке. Два главна кандидата су поново била Борис Тадић, савезни министар одбране у влади Светозара Маровића, и Зоран Живковић, у то време одлазећи председник владе Србије и заменик председника ДС-а. Према пословнику Скупштине ДС-а, кандидат за председника може да буде члан странке кога предложи најмање 15 општинских одбора, 20 чланова Главног одбора, посланички клуб, или 20 делегата Скупштине. Да би неко постао председник ДС-а, потребно је да освоји подршку већине од 1.700 чланова Скупштине странке. Уочи избора су два кандидата била изједначена, с тим да је Тадић имао благу предност, а у прилог му је ишао и резултат гласања на Главном одбору када се расправљало о успеху изборне кампање и када је он добио више него убедљиво поверење делегата, јер је од 338 чланова Главног одбора 330 подржало Тадића, док је само њих 8 дало подршку ставу Чедомира Јовановића и Зорана Живковића да су избори били неуспешни. Живковић је парламентарну изборну кампању оценио превише личном, а и додао је да је морао, упркос томе што је заменик председника, да се током кампање бори да добије реч на конвенцијама. Једном приликом је изјавио: "На конвенцији у Београду речено ми је да није предвиђено да говорим. Одговорио сам им да могу да ме спрече једино физички". Такође је замерио Тадићу што се поставио као једини носилац листе, а не како је планирано, први у екипи. Као најпозитивнију особину Тадића је истакао: "То што је у странци од почетка, то што делимо исте вредности. Основни магистрални правци су нам потпуно исти".
У недељу увече, 22. фебруара 2004. је Скупштина Демократске странке изабрала Бориса Тадића за новог председника странке. Од укупно 1 944 делегата је за њега гласало 1 538, док је Зоран Живковић добио 296 гласова. За потпредседнике странке су изабрани Ненад Богдановић са 1 246, Слободан Гавриловић са 1 012, Душан Петровић са 1 020 и Бојан Пајтић са 1 277 гласова. Њих четворица су били кандидати са Тадићеве листе. Дотадашњи потпредседник Чедомир Јовановић није поново изабран за потпредседника странке јер је добио 789 гласова. За Живорада Анђелковића је гласало 634, за Влатка Рајковића 135, за Љиљану Лучић 116, Драгана Домазета 87, и Гордану Чомић 48 делегата. Након те седнице Зоран Живковић и Чедомир Јовановић нису имали функције у странци. По извештачу Б92, појединим члановима странке су током седнице стизале поруке у којима су позивани да не гласају за њих, већ да подрже листу Бориса Тадића.

#### Први председнички мандат (2004−2008)
Након три узастопна неуспела председничка избора, укинута је одредба по којој излазност на изборима мора бити најмање 50% како би се избори сматрали важећим, па су 2004. одржани нови председнички избори. Тадић је као нови председник ДС-а наступио на председничким изборима. Након што је био други у првом кругу избора, победио је у другом кругу председничких избора Републике Србије, 27. јуна 2004. године, са 53% гласова, испред Томислава Николића. На месту председника Србије заменио је председника парламента и тадашњег вршиоца дужности шефа државе, Предрага Марковића. Председничка инаугурација је била 11. јула 2004.
Током предизборне кампање у 2004. је обећао да ће формирати нову специјалну установу под називом Народна канцеларија. Народна канцеларија председника републике је отворена 1. октобра 2004. Улога те канцеларије је била лакша комуникација између грађана и председника, и сарадња између других државних тела и институција, како би омогућила грађанима Србије да обезбеде своја права. Народна канцеларија је била подељена на 4 дела: деп за правна питања, за друштвена питања, део за пројекте, и део за питања опште праксе. Први њен директор је био Драган Ђилас. Када је Ђилас приступио Влади Србије у 2007. као министар за Национални инвестициони план, Татјана Пашић је постала нови директор.
Тадић се залагао за сарадњу и помирење са земљама бивше Југославије, чији међусобни однос је био веома нарушен током ратова у деведесетим. Јавно се извинио 6. децембра 2004. у Босни и Херцеговини свима над којима су Срби починили злочине. Јула 2005. је посетио Сребреницу на десету годишњицу злочина. Грађанима Хрватске се јавно извинио за све злочине које је починила српска страна током рата у Хрватској.
Био је председник током референдума о независности Црне Горе 2006. Био је први страни шеф државе који је посетио Црну Гору након што је 8. јуна постала независна, и том приликом је обећао да ће наставити пријатељске односе са њом. Србија је такође прогласила независност, и Тадић је присуствовао првом подизању заставе Србије у седишту Уједињених нација у Њујорку.
Заједно са Војиславом Коштуницом и Милорадом Додиком је 6. септембра 2007. био потписник споразума који је довео до конституисања Већа за Сарадњу Републике Српске и Србије. Касно у 2007. је изјавио да Србија не подржава распад Босне и Херцеговине и да, као гарант Дејтонском споразума који је довео до мира у Босни, подржава њен територијални интегритет. Такође је рекао да подржава напоре БиХ у приступању Европској унији, и НАТО пакту.
Као председник је водио проевропску спољну политику. Са Папом Бенедиктом XVI се у Ватикану срео 28. септембра 2005, што је био први пут да се српски шеф државе сретне са неким папом. Ово је мало поправило историјски напете односе између Ватикана и Српске православне цркве.
Председавао је 1000. састанком министарског комитета Савета Европе који је одржан у Београду.
За разлику од 2004, Тадић је рекао да нема права да позива Србе да гласају на парламентарним изборима на Косову 2007, јер стандарди које је захтевао 2004. нису били испуњени.

#### Кампања за поновни избор 2008.
Након успешног референдума у октобру 2006. којим је потврђена воља изашлих бирача да се потврди нови Устав Србије, Тадић се залагао за превремене председничке изборе, који су прописани новим уставним законом. Председник Народне скупштине Оливер Дулић је 13. децембра 2007. прогласио расписивање председничких избора за 20. јануар 2008. Демократска странка је 21. децембра 2007. РИК-у (Републичка изборна комисија) поднела кандидатуру свог председника. Своју прву конвенцију је одржао 22. децембра у Новом Саду. Предизборна кампања је у првом кругу носила слоган "За јаку и стабилну Србију", а "Да освојимо Европу заједно!" у другом кругу. У кампањи се Тадић залагао за приступ Србије Европској унији, али и за територијални интегритет Србије са суверенитетом над Косовом и Метохијом. У склопу кампање су грађани преко његове интернет странице могли да му поставе питање и да буду у току са кампањом преко мејла или мобилног сервиса за СМС поруке, и сваке недеље је одговарао на 10 најинтересантнијих питања у облику видеа на Јутјубу.
Његову кандидатуру су подржали Г17+ и Санџачка демократска партија, коалициони партнери из владе, као и разне партије националних мањина укључујући Мађаре и Роме. У првом кругу је као и на прошлим изборима био други, овај пут са 1 457 030 гласова, односно 35,39% изашлих гласача, док је Томислав Николић поново био први у првом кругу избора са 1 646 172 гласа, односно 39,99% изашлих гласача. Излазност у првом кругу је била око 61.37%.
Тадић и Николић су 30. јануара 2008. учествовали у ТВ дебати коју је организовала Радио-телевизија Србије (РТС). Тадић је наглашавао процес приступа Србије Европској унији, док је Николић изјавио да Србија мора сарађивати и са Русијом и са ЕУ. Међусобно су оптуживали један другог о ставовима везаних за Европску унију. Тадић је критиковао Радикалну странку због евроскептичне историје, на шта је Николић одговорио да "Србија никад неће бити Руска губернија, али ни Европска колонија." Обојица су делили сличну забринутост по питању корупције и сиромаштва, и оба кандидата су нагласила гледаоцима да је Косово саставни део Србије. Николић је у дебати додуше "пророчки" изјавио да ће "Косово прогласити независност чим се председнички избори заврше". Само месец дана након тога је Косово једнострано прогласило независност од Србије.
3. фебруара је одржан други круг избора, на којима Тадић тесно побеђује Николића са 2 304 467 гласова, односно 50,31% изашлих бирача, око 120 000 гласова више од Николића.
Пре почетка изборне кампање, председник Г17+ Млађан Динкић је 8. новембра 2007. изјавио да ће због поделе бесплатних акција сваки грађанин Србије добити бар 1 000 €. Грађани никада нису добили тај новац, а изјава је битна за ове изборе, јер је сам Динкић касније изјавио: "Морам да кажем, имао сам један додатан политички разлог зашто сам то урадио. Тада се одржавао други круг председничких избора, на којима као што знате нисам ја учествовао, него човек кога сам подржавао на тим изборима".

#### Други мандат
На изборима одржаним 6. и 20. маја 2012. у другом кругу 20. маја добио је скоро 1.482.000 гласова, али је изгубио од противкандидата Српске напредне странке Томислава Николића, који је добио више од 1.552.000 гласова.
Неки сматрају да се у својим изјавама противи свакој врсти насиља и залаже за решавање међународних спорова дипломатским путем. У Скупштини Србије је изјавио: „Сама идеја насиља у Србији увек мора да буде политички нападнута и не сме да остане било каква недореченост с тим у вези.”

#### После председништва
После седнице Главног одбора ДС која је одржана 4. новембра исте године, Тадић је одлучио да се не кандидује поново на функцију председника странке. На XV ванредној изборној Скупштини Демократске странке акламацијом је именован за почасног председника странке, док је за новог председника изабран дотадашњи заменик председника Драган Ђилас.
Дана 30. јануара 2014. године тада почасни председник Демократске странке, бивши председник Србије и странке, напустио је странку у којој је био од обнављања рада 1990. године.
Присуствовао је другој инаугурацији америчког председника Барака Обаме, одржаној 22. јануара 2013.
Око двадесетог маја 2022. је био на инаугурацији председника Источног Тимора.
На парламентарним и београдским изборима 2023. наступао је у коалицији са ДЈБ Саше Радуловића. Након лошег изборног резултата и непрелажења цензуса, понудио је оставку на место председника странке, што су страначки орган одбили.
Октобра 2024. компанија USPACE Technology Groupи меновала је Бориса Тадића на позицију независног неизвршног директора компаније са седиштем у Хонг Конгу.

## Приватни живот
По оцу води порекло из Црне Горе. Говори енглески и француски језик.
Разведен је и отац је двоје деце.  Женио се два пута, у првом браку са Веселинком Заставниковић био је 16 година, до 1997. године када су се развели. Веселинка је од 2002. године била искушеница и замонашила се у манастиру Пећка патријаршија 14. октобра 2007. године као монахиња Ирина. Друга Борисова супруга је Татјана, са којом има две ћерке. Од ње се развео 2019.

## Признања и награде
- Европска награда за политичку културу, Швајцарска (2007)[77]
- Орден поводом дана победе, Русија (2008)[78]
- Награда „Квадрига”, Немачка, (2008)[79]
- Златни кључеви града Мадрида, Шпанија (2009)[80]
- Медаља поводом 40 година револуције, Либија (2009)[81]
- Почасни докторат, Хришћански универзитет Димитрије Кантемир, Румунија (2011)[82]
- Штајгер награда, Немачка, (2010)[83]
- Златна медаља хеленског парламента, Грчка (2010)[80]
- Јубиларна медаља "65 година од победе у Великом отаџбинском рату 1941-1945, Русија (2010)[80][84]
- Орден Европског покрета Босне и Херцеговине (2011)[85]
- Награда „Полак” (2011)[86]
- Међународна награда за допринос култури, развоју науке и образовања и очувању културног наслеђа  "Ilyas Afandiyev", Азербејџан, 2012.[80]
- Орден Републике Српске (2012)[87]
- Награда Црвени Бок, Немачка (2012)[88]
- Награда Савета Европе „Север-југ” (2011)[89]
- Европска медаља за толеранцију (2012)[90]